# كارل راب
كارل راب (بالألمانية: Karl Rapp)‏ كان مؤسسًا ألمانيًا ومالك شركة راب موتورز وورك في ميونخ. ثم أصبحت هذه الشركة تعرف باسم بي إم دبليو لاحقا. لا يعرف الكثير عن سنوات الطفولة والمراهقة في حياة كارل راب. ومع ذلك، فمن المعروف أن راب تعلم الهندسة وكان يعمل لدى شركة Züst لصناعة السيارات بين أعوام 1908 إلى 1911. ويعتقد أنه كان نشطًا كمصمم فني مع دايملر بنز حتى عام 1912. غادر راب ديملر بنز ليرأس فرعًا لشركة Flugwerk Deutschland GmbH.